# Dorothea Wehinger
Dorothea Wehinger (* 21. Januar 1953 in Sigmaringen) ist eine deutsche Politikerin (Bündnis 90/Die Grünen). Sie war von 2016 bis 2024 Abgeordnete im Landtag von Baden-Württemberg.

## Leben
Dorothea Wehinger absolvierte zunächst eine Ausbildung zur Apothekenhelferin und arbeitete im Landeskrankenhaus Sigmaringen. Sie absolvierte eine weitere Ausbildung zur Erzieherin an der Fachschule für Sozialpädagogik in Freiburg und war anschließend als Kindergartenleiterin und in der Jugendarbeit tätig. Inzwischen bietet sie Fortbildungen für Beschäftigte in Kindertagesstätten an.
Wehinger wuchs mit sieben Geschwistern auf. Heute ist sie verheiratet und hat drei erwachsene Söhne. Wehinger ist katholischer Konfession.

## Politische Laufbahn
Wehinger gehört seit 2014 dem Kreistag im Landkreis Konstanz und dem Gemeinderat von Steißlingen an. Bei der Landtagswahl in Baden-Württemberg 2016 errang sie ein Direktmandat im Landtagswahlkreis Singen. Sie war stellvertretende Vorsitzende des Ausschusses für Europa und Internationales im Landtag. Bei der Landtagswahl 2021 konnte sie ihr Direktmandat mit 32,1 Prozent der Stimmen verteidigen. Sie legte ihr Mandat am 31. August 2024 nieder; für sie rückte Saskia Frank in den Landtag nach.

## Trivia
Dorothea Wehinger ist die Schwester von Gerlinde Kretschmann, der Frau des baden-württembergischen Ministerpräsidenten Winfried Kretschmann und somit dessen Schwägerin.

## Mitgliedschaften
Dorothea Wehinger ist ehrenamtliche Richterin beim Verwaltungsgericht Freiburg. Zudem ist sie Mitglied bei BUND und NABU.